# Pozos de Hinojo
Pozos de Hinojo es un municipio y localidad española de la provincia de Salamanca, en la comunidad autónoma de Castilla y León. Integrado dentro de la comarca de Vitigudino y la subcomarca de la Tierra de Vitigudino, pertenece al partido judicial de Vitigudino.
Su término municipal está formado por las localidades de Pozos de Hinojo, Traguntía y El Palancar y por los despoblados de El Cuartón e Ituerino, ocupa una superficie total de 59,00 km² y según el padrón municipal elaborado por el INE en el año 2017, cuenta con 49 habitantes.

## Símbolos

### Escudo
El escudo heráldico que representa al municipio fue aprobado con el siguiente blasón:

«Cuartel Superior: En Campo de Plata dos Brocales de Sinople acostando una Mata de Hinojo de Oro Arrancada. Cuartel Inferior: Terciado en Mantel, primero y segundo de Oro con un Palo de gules y el Mantel de Planta con un dragón de Sinople. Al Timbre la Corona Real Española»

### Bandera
El ayuntamiento no ha adoptado aún una bandera para el municipio.

## Historia

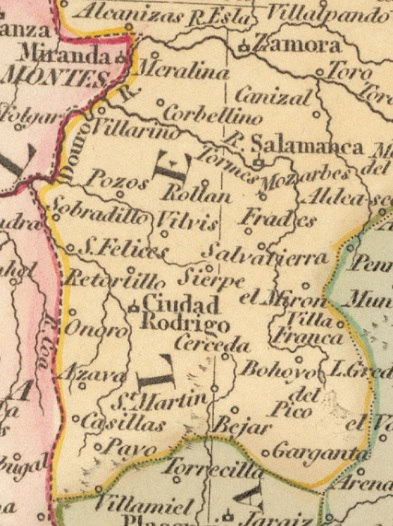
Mapa de 1808 en el que se puede apreciar Pozos

La fundación de Pozos de Hinojo en su actual emplazamiento se debe a los reyes leoneses, que repoblaron esta localidad en la Alta Edad Media tras la reconquista, denominándola entonces «Pozos de Fenoio», indicado como «Pozos de Ynoxo» en el siglo XVI, que respondería a la castellanización del original en lengua asturleonesa, puesto que el vocablo leonés «fenoio» se traduce por «hinojo» en castellano. Tras la creación del alfoz de Ledesma por Fernando II de León en el siglo XII, Pozos de Hinojo pasó a integrar su jurisdicción, formando parte de la Roda de Cipérez. Asimismo, en lo eclesiástico fue anejo de Guadramiro. Con la creación de las provincias actuales en 1833 este municipio quedó adscrito a la de Salamanca, dentro de la Región Leonesa.

## Demografía
Pozos de Hinojo cuenta con una población de 52 habitantes (INE 2024).
| Gráfica de evolución demográfica de Pozos de Hinojo entre 1842 y 2021                                               |
| |
| Población de derecho según los censos de población del INE Población de hecho según los censos de población del INE |

Según el Instituto Nacional de Estadística, Pozos de Hinojo tenía, a 31 de diciembre de 2018, una población total de 46 habitantes, de los cuales 25 eran hombres y 21 mujeres. Respecto al año 2000, el censo refleja 83 habitantes, de los cuales 42 eran hombres y 41 mujeres. Por lo tanto, la pérdida de población en el municipio para el periodo 2000-2018 ha sido de 37 habitantes, un 45% de descenso.
El municipio se divide en cinco núcleos de población. De los 46 habitantes que poseía el municipio en 2018, Pozos de Hinojo contaba 23, de los cuales 13 eran hombres y 10 mujeres, Traguntía con 19, de los cuales 9 eran hombres y 10 mujeres, y El Palancar con 4, de los cuales 3 eran hombres y 1 mujeres. 
población. El Cuartón e Ituerino figuran como despoblados.

## Administración y política

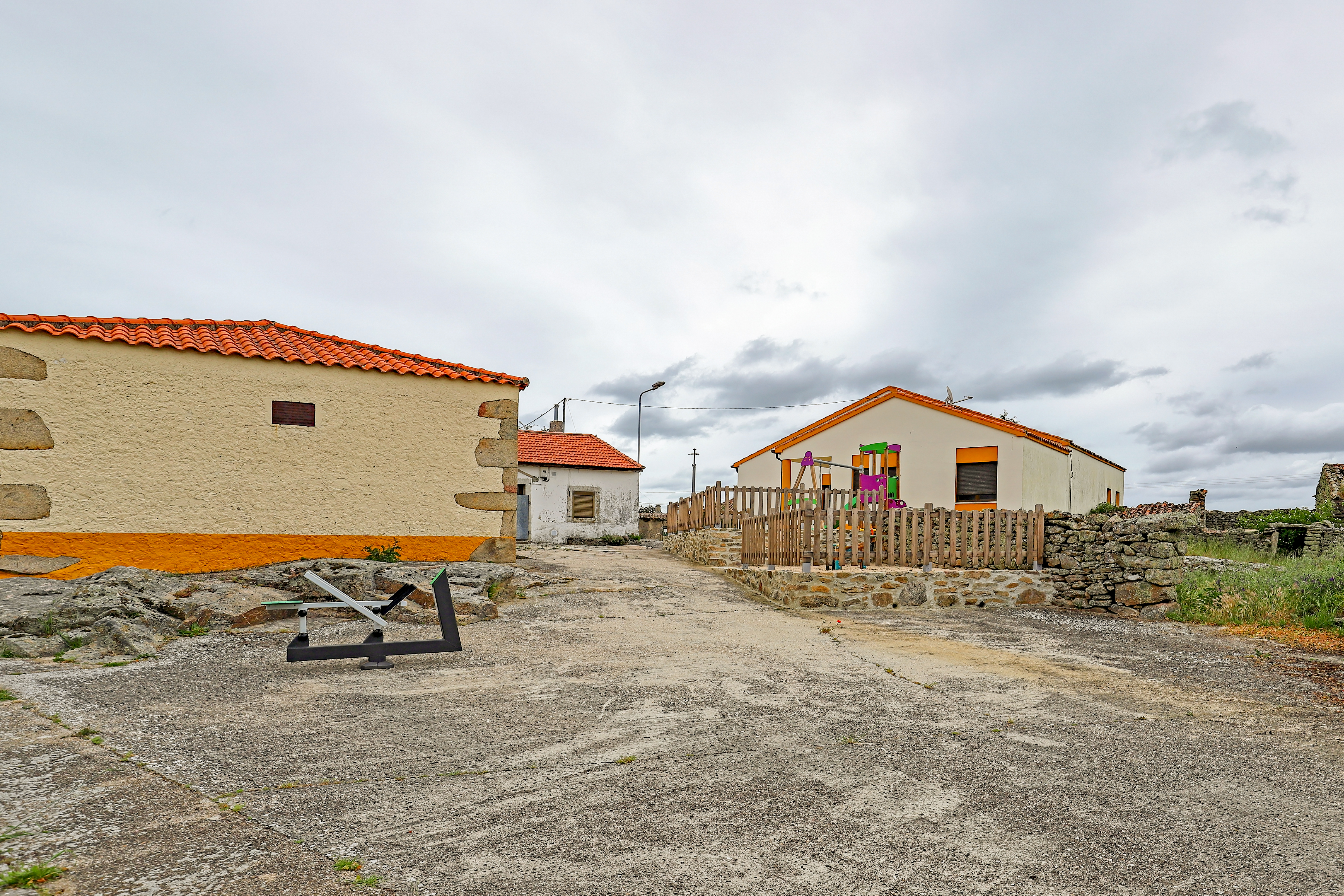
Plaza

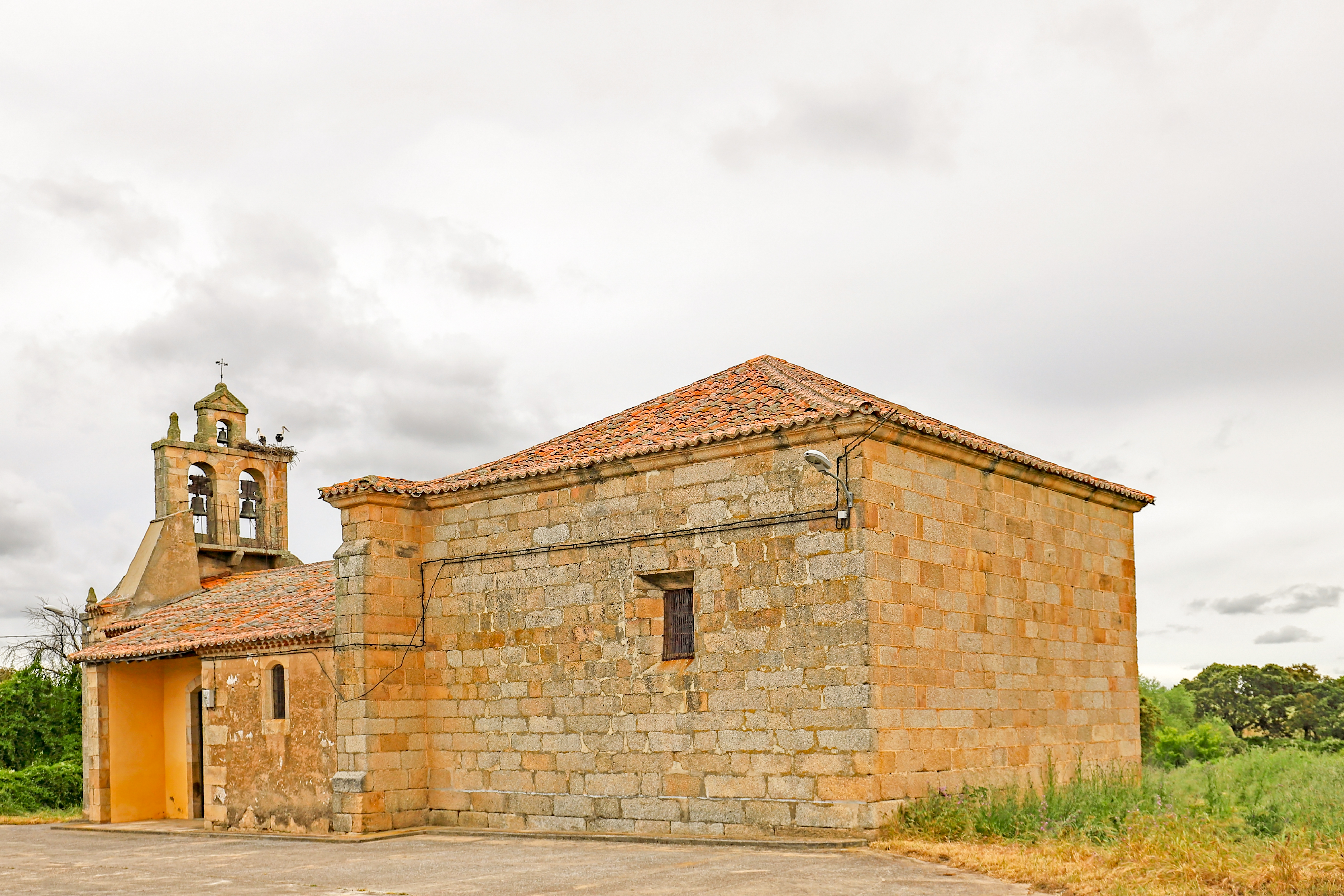
Iglesia parroquial de San Juan Evangelista

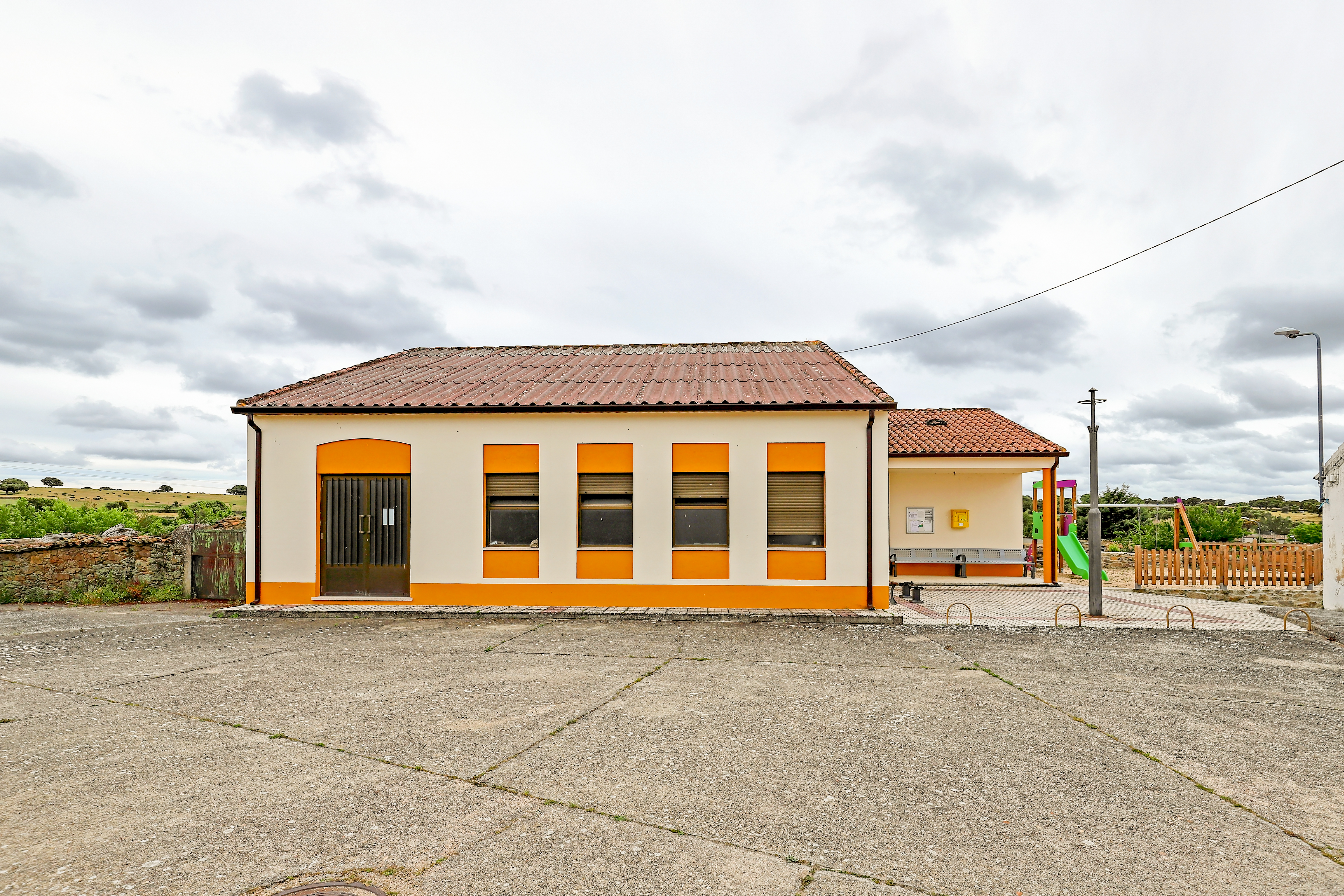
Ayuntamiento

| Partido político                         | 2023  | 2023  | 2023       | 2019  | 2019  | 2019       | 2015  | 2015  | 2015       | 2011  | 2011  | 2011       | 2007  | 2007  | 2007       | 2003  | 2003  | 2003       |
| Partido político                         | %     | Votos | Concejales | %     | Votos | Concejales | %     | Votos | Concejales | %     | Votos | Concejales | %     | Votos | Concejales | %     | Votos | Concejales |
| Partido Popular (PP)                     | 85,18 | 23    | 3          | 71,88 | 23    | 3          | 72,41 | 21    | 3          | 75,00 | 30    | 3          | 74,47 | 35    | 1          | 42,62 | 26    | 0          |
| Partido Socialista Obrero Español (PSOE) | 14,81 | 4     | 0          | 12,50 | 4     | 0          | 3,45  | 1     | 0          | 12,50 | 5     | 0          | 6,38  | 3     | 0          | 57,38 | 35    | 1          |
| Unión del Pueblo Salmantino (UPSa)       | —     | —     | —          | —     | —     | —          | —     | —     | —          | —     | —     | —          | 4,26  | 2     | 0          | —     | —     | —          |